# Maurice Louvrier

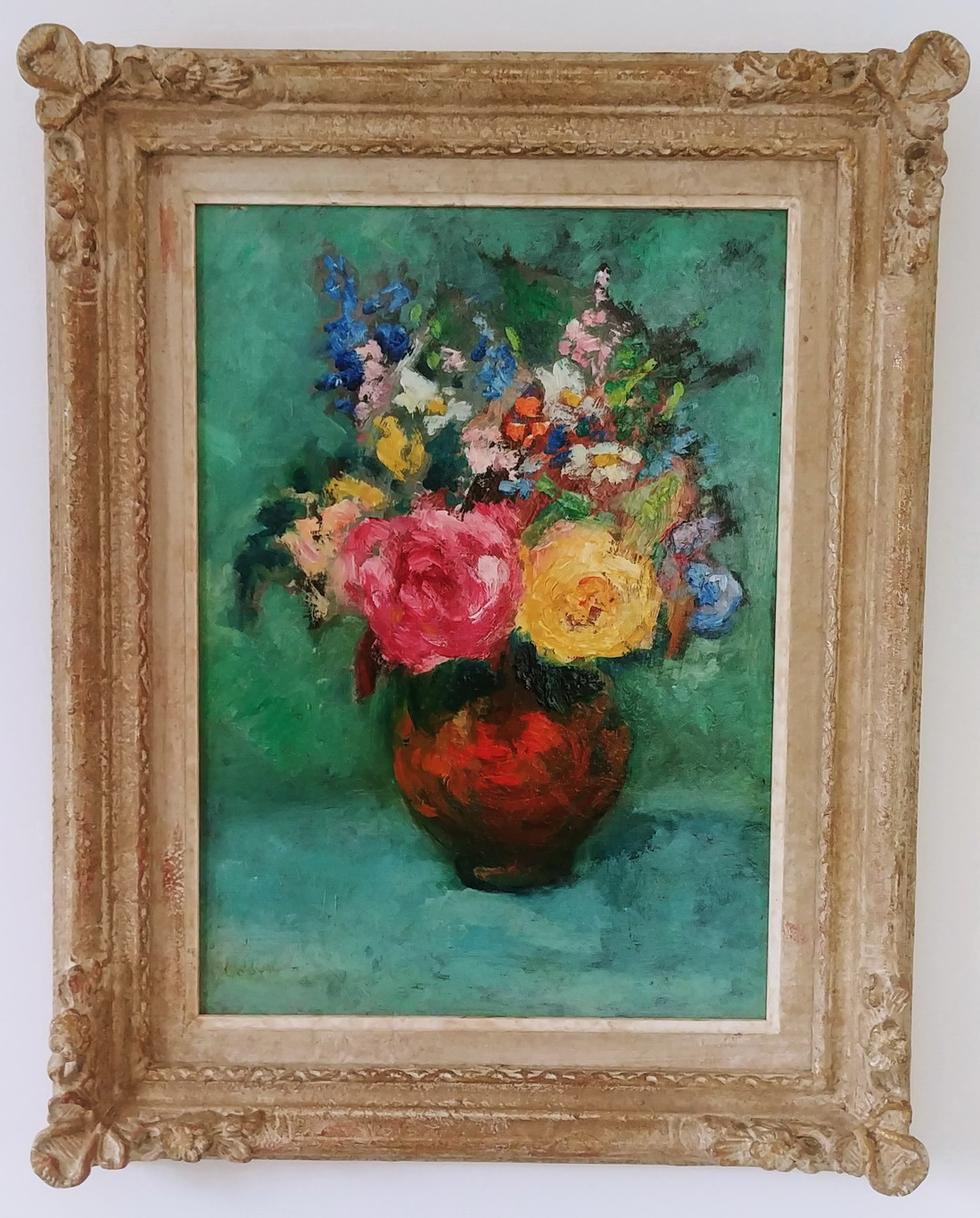
Bouquet de fleurs. Huile sur carton. Vers 1930. Collection particulière.

Maurice Louvrier (11 octobre 1878 à Rouen - 5 mars 1954 à Rouen) est un peintre de l'École de Rouen.

## Biographie
Études au lycée Corneille puis à l'École des beaux-arts de Rouen. Il effectue son service militaire de 1900 à 1902 au 36e régiment d'infanterie. Pendant la Première Guerre mondiale, il est mobilisé de 1914 à 1919.
Il est président de la Société des artistes rouennais.
Plusieurs de ses toiles sont conservées aux musées de Rouen, Caen et Louviers.

## Expositions
- Léonard Bordes, Henry Leroux, Maurice Louvrier, Galerie moderne, Rouen, 1921[2].